# 群衆の中で
「群衆の中で / 陽はまた昇る」（ぐんしゅうのなかで ひはまたのぼる）は、1970年4月5日に発売されたオフコース（当時の表記はジ・オフ・コース）通算1枚目のシングル。

## 解説
1969年11月2日、新宿厚生年金会館大ホールで開催された第3回ヤマハ・ライト・ミュージック・コンテスト全国グランプリ大会でフォーク部門第2位を取ったオフコースはこのコンテストですべてを総括するつもりだったが、もう少し続けていこうという気持ちに駆られ、今後の身の振り方を決めかねていたが、この入賞がきっかけで1位の赤い鳥など他の入賞グループと一緒に各地でのコンサートに招かれ、多少忙しくなってきた。それでもまだ、プロとしてやっていく気持ちはまだ固まっていなかった。そんな中、ヤマハからレコードを出さないかという話が舞い込んできた。ヤマハは当時、ミュージシャンのプロモートを手掛けはじめ、赤い鳥とともにオフコースもその対象に挙げられた。レコード会社も東芝音楽工業と決まり、レコーディングは行われた。発端は、レコードを出さないかという話に「やってもいいな」と軽い気持ちで応じたこと。デビューシングルはAB面とも、ヤマハの作曲コンクールに応募してきたアマチュアの作品に作詞家の山上路夫が詞をつけたものだった。レコーディング・メンバーは小田和正、鈴木康博、地主道夫の3人で、このメンバーでの唯一のシングル。演奏はすべてスタジオ・ミュージシャンが担当し、オフコースは歌うだけだった。レコーディングが終わると、ヤマハはオフコースを売り出そうとしたが、小田と地主は卒業論文の追い込みの最中だった。そのため、テレビやラジオの“新曲コーナー”や“今週の歌”といったヤマハから仕事のオファーが来るたび、3人は断った。結局、自分達のコンサートを活動の中心に据えていたメンバーと意見が合わず、ヤマハとの関係はこのシングルで終了する。シングルがリリースされた当時を小田は、「レコードを売りたいとかって意識は、まったくなかった。それからしばらく、オフコースのレコードはチャートに出なかったし。だから、レコードが売れてる人達と同じフィールドにいるという意識もなかったんだ。チャート誌とか、それは自分達と関係ない世界って気がしてた。初めてチャートで30位とか入ってきた時、あ、同じ世界にいたのかって、そんなことだったから」と振り返っている。
一方、赤い鳥はグランプリ獲得の副賞としてヨーロッパへ行き、ロンドンでアルバムをレコーディング。村井邦彦に見込まれてプロ入りと、新しい道を歩き出していた。アマチュアのままだったオフコースと立場は変わったものの、ヤマハ関係の仕事で顔を合わすことは多く、誰が言い出したということもなく、“8人の音楽会”が計画された。「群衆の中で」は、赤い鳥とのジョイント・コンサート「8人の音楽会」や、「ファミリー・コンサート」で演奏された。また、リード・ボーカルを担当した鈴木は後年、自身のソロ・コンサートでレパートリーとして取り上げている。2012年には、“HIT MAKERSシリーズ”として山上の作品をまとめたコンピレーション・アルバム『山上路夫 作品集 〜翼をください〜』に収録された。

## パッケージ、アートワーク
ジャケットは見開きで、内側には左に「陽はまた昇る」の歌詞とジ・オフ・コースのステージ写真、右に「群衆の中で」の譜面。裏面には山上直筆による「群衆の中で」の歌詞が掲載されている。

## 収録曲

### SIDE A
1. 群衆の中で   LONELINESS ALONG THE CROWD  –  (2'47")
  - 作詞：山上路夫 / 作曲：ベティ・ディーン / 編曲：馬飼野俊一
  - オリジナル・アルバム未収録曲

### SIDE B
1. 陽はまた昇る   THE SUN ALSO RISES  –  (3'20")
  - 作詞：山上路夫 / 作曲：上条友章 / 補作曲：村井邦彦 / 編曲：馬飼野俊一
  - オリジナル・アルバム未収録曲

## リリース日一覧
| 地域 | タイトル                  | リリース日   | レーベル                        | 規格               | カタログ番号 | 備考 |
| ---- | ------------------------- | ------------ | ------------------------------- | ------------------ | ------------ | --- |
| 日本 | 群衆の中で / 陽はまた昇る | 1970年4月5日 | EXPRESS ⁄ 東芝音楽工業          | 7"シングルレコード | EP-1224      | 「群衆の中で」「陽はまた昇る」ともオリジナル・アルバム未収録。ジャケットは見開きで裏面に手書きによる「群衆の中で」の歌詞、内側に「陽はまた昇る」の歌詞と「群衆の中で」の楽譜を掲載。                                                                                                |
| 日本 | 群衆の中で / 陽はまた昇る | 2020年6月3日 | USM JAPAN ⁄ UNIVERSAL MUSIC LLC | CD                 | UPCX-4222    | デビュー・シングル『群衆の中で / 陽はまた昇る』からラスト・シングル『夏の別れ / 逢いたい』までを収録した全36枚組CD BOX『コンプリート・シングル・コレクションCD BOX』(UPCY-9918)の中の1タイトル。発表当時のアナログ7インチ・シングルのアートワークを再現した12cm紙ジャケット仕様CD。 |